# Sześcian ścięty

Sześcian ścięty

Przykładowa siatka sześcianu ściętego

Sześcian ścięty to wielościan półforemny o 14 ścianach w kształcie 8 trójkątów równobocznych i 6 ośmiokątów foremnych. Posiada 36 krawędzi i 24 wierzchołki. Sześcian ścięty można uzyskać przez ścięcie wierzchołków zwykłego sześcianu.
Długość krawędzi sześcianu ściętego w stosunku do długości krawędzi sześcianu przed ścięciem:

{\displaystyle {\frac {a_{szescianu~scietego}}{a_{szescianu~foremnego}}}={\sqrt {2}}-1}
Całkowite pole powierzchni sześcianu ściętego o krawędzi długości a:

{\displaystyle A=2(6+6{\sqrt {2}}+{\sqrt {3}})a^{2}\approx 32.4346644a^{2}}
Objętość:

{\displaystyle V={\frac {1}{3}}(21+14{\sqrt {2}})a^{3}\approx 13.5996633a^{3}}
Promień kuli opisanej:

{\displaystyle R={\frac {1}{2}}{\sqrt {7+4{\sqrt {2}}}}~a\approx 1.77882~a}
Nie da się wpisać kuli:

Odległość od środka masy do każdej ze ścian trójkątnych:

{\displaystyle r_{3}={\frac {1}{2}}{\sqrt {{\tfrac {1}{3}}(17+12{\sqrt {2}})}}~a\approx 1.68252~a}

Odległość od środka masy do każdej ze ścian ośmiokątnych:

{\displaystyle r_{8}={\frac {1+{\sqrt {2}}}{2}}~a\approx 1.2071~a}
Kąt między ścianami:

trójkątną i ośmiokątną: 125.3°

dwiema ośmiokątnymi: 90°
Grupa symetrii:

Oh